# Simon Vouet
Simon Vouet (9. ledna 1590, Paříž, Francie – 30. června 1649, Paříž) byl francouzský barokní malíř a návrhář, který pomáhal zavést italský barokní styl do Francie.

## Životopis
Narodil se v Paříži a studovat začal u svého otce, který byl také malířem. Byl přirozeným studentem - studoval a absorboval všechno, co se objevilo v prostředí kolem něj: carravaggiovské dramatické světlo, italský manýrismus, barvy Paola Veronese a umění Carracciho, Guercina a Guida Reniho. Vouetův nový styl byl zřetelně italský díky rokům studia, které strávil v této zemi (1613–1627). Studoval a žil převážně v Římě, kde se barokní styl v těchto letech vyvíjel, ale také navštívil Benátky a Bolognu, kde měla svou akademii rodina Carracciovců, Janov a Neapol.
Jako známý a respektovaný umělec se stal prezidentem římské akademie sv. Lukáše (Accademia di San Luca), když ho francouzský král Ludvík XIII. zavolal zpět do Francie. V Paříži se stal osvěžující a dominantní silou, když maloval oltářní obrazy a alegorické výzdoby pro soukromé mecenáše. Jeho ateliér vychoval celou škálu francouzských malířů příští generace a navzdory Vouetovým francouzským barokním malbám si udržel od začátku klasicistní zdrženlivost. Můžeme porovnat francouzské barokní umělce Philippa de Champaigne, Nicolase Poussiniho a především Charlese Le Bruna, jeho nejvlivnějšího žáka, který vytvořil všechny interiérové dekorační malby ve Versailles a diktoval oficiální umělecký styl na dvoře krále Ludvíka XIV., ale který v žárlivosti v roce 1648 nechal vyřadit Voueta z Královské akademie. Mezi další Vouetovy studenty patří Valentin de Boulogne, jeden z hlavních francouzských Caravaggistů, Pierre Mignard, Eustache Le Sueur, Nicolas Chaperon, Claude Mellanie a vlámský umělec Abraham Willaerts.

## Výběr z díla
- Crucifixion, 1622, Église du Gesù, Janov
- Anges portant les Instruments de la Passion, 1626, Musée des Beaux-Arts et d'archeologa de Besançon, Besançon
- Allegoria de la Richesse, 1630/1635, Louvre, Paříž
- Les muses Uranie et Caliope, 1634, National Gallery of Art, Washington DC
- Crucifixion, 1636/1637, Musée des Beaux-Arts de Lyon, Lyon
- Vénus Endormie, 1630/1640, Szépművészeti Muzeum, Budapešť
- Apollon et les Muses, 1640, Szépművészeti Muzeum, Budapešť
- La Présentation de Jésus au Temple, 1641, Louvre, Paříž
- Vierge à l'Enfant dite Vierge Hesselin, 1640/1645, Louvre, Paříž
- Le Temps vaincu par l'Amour, kolem 1644, Musée des Beaux-Arts de Reims, Reims

## Galerie

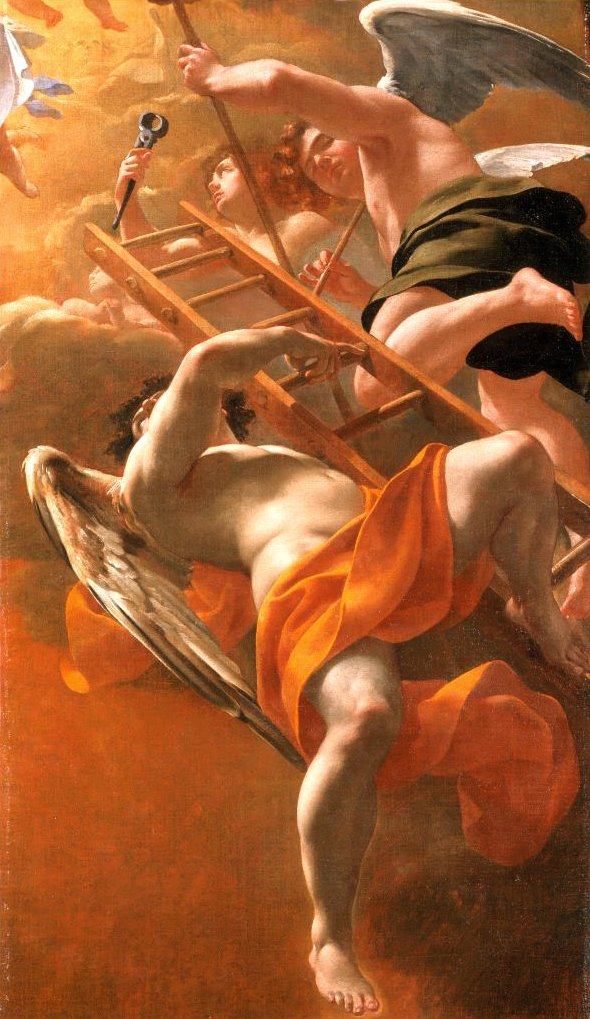
Anges portant les Instruments de la Passion
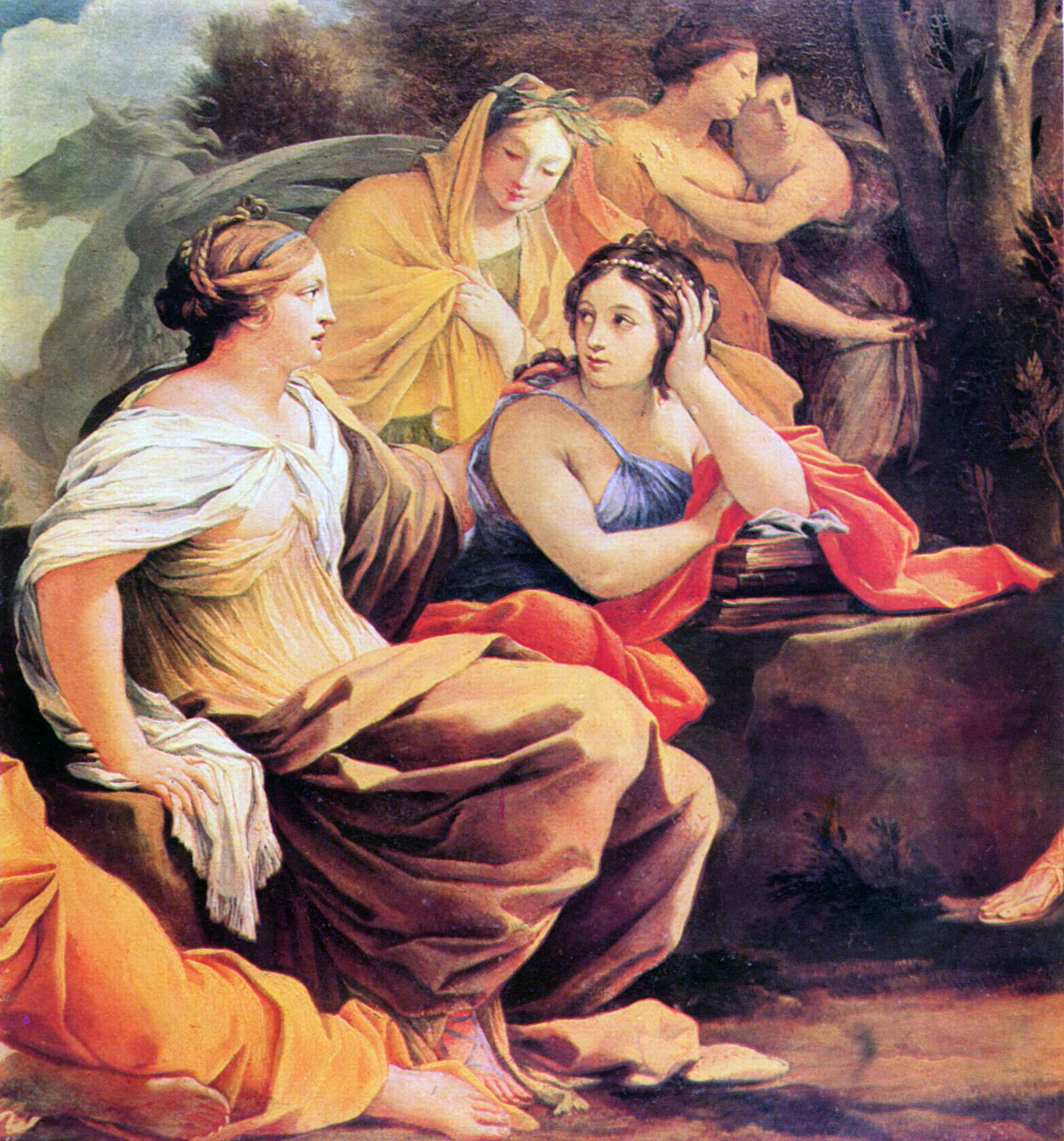
Apollon et les Muses, detail
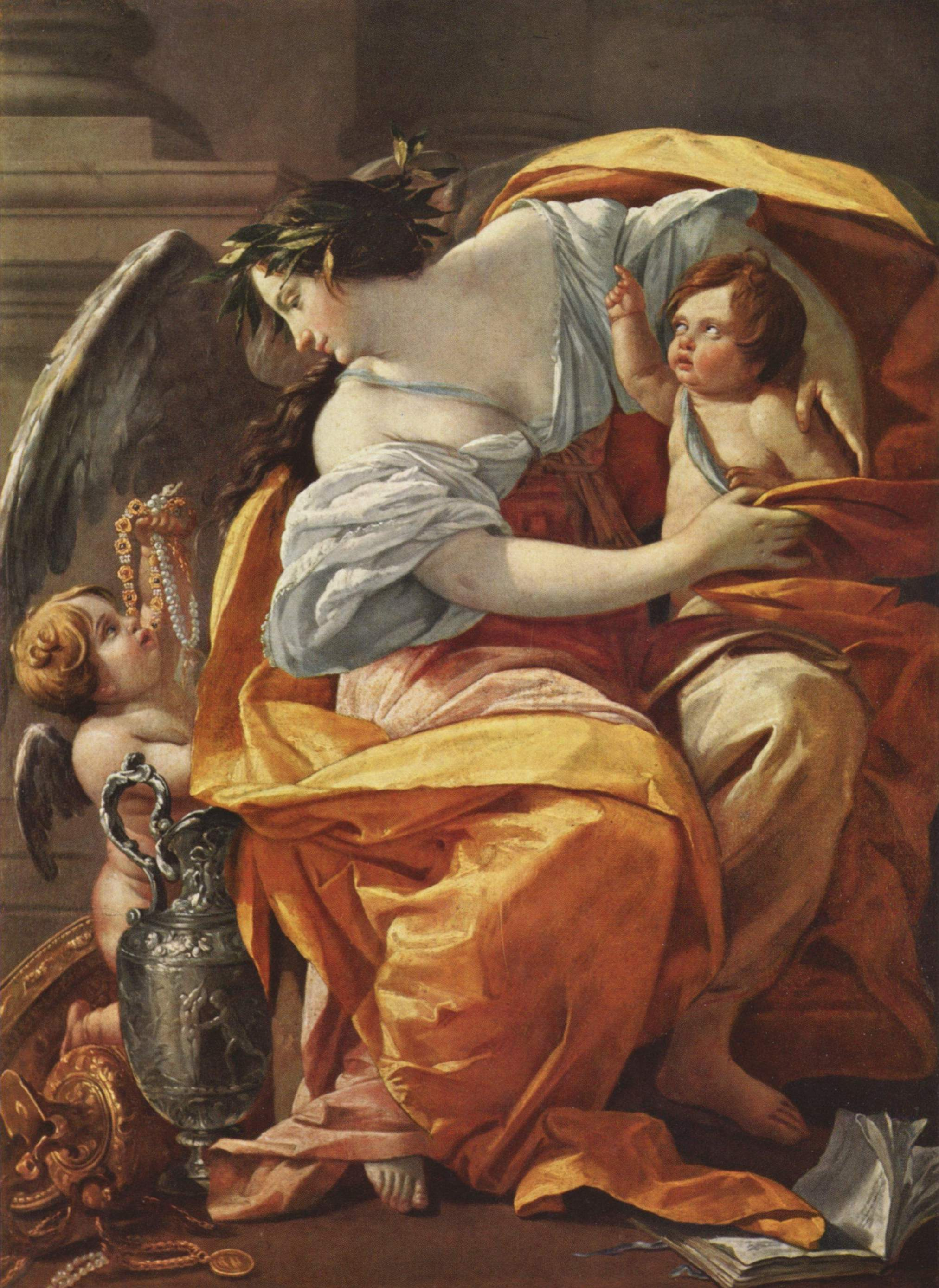
Allégorie de la richesse
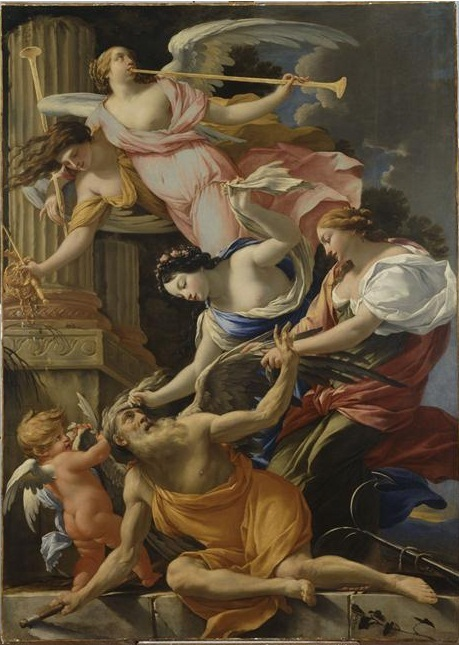
Saturn poražený Amorem, Venuší a Nadějí

Saturn poražený Amorem, Venuší a Nadějí - kromě posvátných námětů se Vouet věnoval také alegoriím. Prošedivělá postava Saturna drží v ruce kosu jako svůj atribut. Vedle jeho nohou ležící kotva připomíná Naději. Žena s odhalenou hrudí představuje Pravdu. Mladá žena vznášející se nad skupinou postav drží v ruce insignie moci a bohatství, které z ní dělají Fortunu, bohyni štěstí. Žena troubící na pozoun představuje Fámu, znamenající slávu, kterou právě zvěstuje troubením. Dramatický výjev září barevností a také ukazuje ekvivalenty alegorií. V Paříži, kam byl povolán Ludvíkem XIII. a kardinálem Richelieu uplatňoval své představy ideální krásy a vznešenosti nejen v oltářních obrazech, ale i v dekorativním stylu gobelínů a portrétů.